# Окуневое (озеро, Мурманск)
Окуневое — озеро естественного происхождения, расположенное в центральной части города Мурманска (Первомайский округ). Вокруг водоёма расположен лесной массив. Рядом располагаются больничный комплекс ГОБУЗ «МОКБ им. П. А. Баяндина» и гостевые домики базы отдыха «Орбита». Площадь озера составляет 0,048 км². Площадь водосборной площади равна 2,01 км². Озеро имеет простую вытянутую котловину с максимальной глубиной 5,6 м в центральной части водоёма. Средняя глубина озера — 2,3 м. Длина береговой линии — 1270 м. Берега озера ровные, частично заболоченные. Имеется выраженная каменисто-песчаная литораль.

## Состав воды и донных отложений
По классификации О. А. Алекина (1970), воды озера Окуневого относятся к гидрокарбонатному классу и кальциевой группе. Минерализация воды составляет 63 мг/л, что в три раза выше средней (фоновой) минерализации воды озёр Мурманской области. Воды озера характеризуются слабокислой реакций, ближе к нейтральной (pH = 6,88). Прозрачность воды не превышает 2,5 м. Отмечается превышение фона по Fe, Mn и некоторым тяжёлым металлам (Pb, Ni, Cu и Zn), что вероятно связано с влиянием выбросов Мурманской ТЭЦ, работающей на мазуте и пылевыми выбросами от угольного портового терминала. Донные отложения представлены органо-силикатными илами бурого цвета с содержанием органического вещества на уровне 45 %. Общая мощность донных отложений городского водоёма составляет 1 м. В самых верхних слоях илов зафиксированы превышения фона по некоторым загрязнителям (V, Pb, Cd, Ni, Sb, Zn, Cu) и нефтяным углеводородам.

## Состав гидробионтов
В 2018 году в зоопланктоне озера было зарегистрировано 16 видов. Превалирующее значение имели коловратки (Brachionus calyciflorus, Kellicottia longispina, Keratella cochlearis). Численность всех организмов зоопланктона составляла 225,9 тыс. экз./м³, биомасса — 3,0 г/м³. Индекс биоразнообразия видов Шеннона составил 2,9, что может служить косвенным основанием говорить о чистоте водоёма. По данным измерения содержания хлорофилла «a» в воде Окуневого озера трофический статус водоёма был установлен, как β-мезотрофный. Окуневое по составу макрозообентоса близко к водоёмам незагрязнённых районов северотаёжной зоны Мурманской области. В литоральной зоне водоёма отмечено 7 групп беспозвоночных, отмечено наличие жесткокрылых (Elmidae sp.), ручейников рода Molanna sp. и сем. Phryganeidae и поденок (Ephemerella sp.). Структуру сообществ профундальной зоны озера формируют хирономиды и двустворчатые моллюсками Euglesa sp., суммарная доля которых составляет > 90 %. В целом, по данным исследования зообентоса Окуневое озеро можно отнести к чистым водоёмам. Рыбное население городского водоёма в соответствии с его названием представлено исключительно речным окунем. Основу питания окуня составляют бентосные и планктонные организмы.

## Рекреация
Озеро, расположенное в центре города среди крупных жилых массивов, пользуется большой популярностью у жителей и гостей города Мурманска. Основу рекреации составляют отдых на берегу, купание и рыбалка. К сожалению, в связи с активным использованием озера в рекреационных целях не редки случаи утопления в данном городском водоёме.

## Исследования городского озера
С 2018 года учёные Института проблем промышленной экологии Севера Кольского научного центра РАН ведут исследования Окуневого озера и некоторых других водоёмов Мурманска и других урбанизированных районов Мурманской области. С 2019 года работы учёных поддерживаются грантом Российского научного фонда. Проект носит название «Экологическая оценка и прогноз устойчивого функционирования водных экосистем урбанизированных территорий в Арктической зоне» (руководитель — старший научный сотрудник З. И. Слуковский).